# Glofiish x800
Glofiish x800 — коммуникатор, производившийся E-TEN, работающий по управлением Windows Mobile 6, первое устройство данной компании с поддержкой мобильных сетей третьего поколения.

## Корпус и органы управления
Glofiish X800 собран в корпусе серебристого и чёрного цветов из пластика. На лицевой панели над дисплеем находятся разговорный динамик, два информационных светодиода, объектив передней камеры, под дисплеем — типичные для Windows Mobile управляющие клавиши и джойстик. В верхней части задней панели расположены объектив основной камеры, светодиодная вспышка, зеркальце для селфи, музыкальный динамик. На правой поверхности находятся клавиша фотосъёмки и кнопка питания, на левой — кнопка диктофона, регулятор громкости, утопленная кнопка мягкого сборса и разъём гарнитуры, на нижней поверхности — гнездо для стилуса, отверстие микрофона, разъём USB и гнездо кардридера под резиновой заглушкой.

## Аккумулятор и время работы
Коммуникатор оснащён литий-ионным аккумулятором ёмкостью 1530 м·Ач. Производителем было заявлено следующее время работы:
- режим разговора — 4 ч;
- режим ожидания — 150 ч;
- режим спутниковой навигации — 15 ч.

## Отзывы в прессе
Коммуникатор получил смешанные оценки. Среди достоинств назывались необычный дизайн, наличие поддержки 3G, GPS и Wi-Fi, большое количество клавиш, противоскользящее покрытие на боковых гранях, качественный дисплей, комплект предустановленного ПО; среди недостатков — спорный неоднозначный дизайн, непрочная фиксация крышки аккумуляторного отсека, неудобный кардридер, небольшие управляющие клавиши, расположенные близко к краю, тугой выступающий джойстик,